# الثأر (مسلسل)
الثأر مسلسل درامي يمني من إنتاج التلفزيون اليمني، وإخراج مجاهد السريحي وتأليف عبدالله السياغي وإسماعيل السياغي وسيناريو أسعد الهلالي. يحكي عن ظاهرة الثأر في المناطق القبلية في اليمن.

## القصة
تدور أحداث هذا المسلسل في قرية يمنية يعيش فيها صديقين شابين من أبنائها منصور وعبد اللطيف تربطهما علاقة قوية وتبدأ الأحداث بالتصاعد بعد عودة شخصية رابح إلى القرية شخصية شريرة تدور حول أعمالها المشينة الكثير من الأقوال، يرى رابح بعد عودته إلى قريته بعد خمس سنوات من الغياب أن منصور وعبد اللطيف قد اغتصبا بيت أبيه وأرضاه، الذي مات أثناء غربته وكان منصور وعبد اللطيف هما المتكفلان بأبيه في آخر أيامه، يبدأ رابح بمساعدة مبخوت بنصب الأفخاخ وتدبير المؤامرات التي تؤدي إلى تفكيك الأسرتين وتدميرهما ومقتل عبد اللطيف واتهام منصور بقتله وتستمر الأحداث بالتصاعد والثأر بالاشتعال حتى ظهور الحق في نهاية القصة.

## الممثلون
- علي مقبل الكوكباني في دور رابح.
- عبدالكريم الأشموري في دور منصور.
- محمد الهتار في دور عبد اللطيف.
- يحيى إبراهيم في دور مبخوت صديق رابح.
- مديحة الحيدري في دور عتيقة أم منصور.
- نرجس عباد في دور أمينة.
- سحر الأصبحي في دور أنيسة زوجة منصور.
- فتحية العمراني في دور فاطمة زوجة عبد اللطيف.
- علي جياش في دور الحاج عُباد والد منصور.
- محمد الحرازي في دور رئيس قسم الشرطة.
- عبد الرحمن المسيبي في دور القاضي حمود.
- حسن بخيت في دور الحاج مرشد والد عبد اللطيف.
- علي الخياط في دور حميد الدعاج صاحب الدكان.
- فوزية الأصبحي في دور خيرية.
- محمد الوحصي في دور يحيى الحلاق.
- جميل اليريمي في دور ضابط شرطة.
- فؤاد الكهالي في دور بشير.
- يحيى الغرباني في دور الحاج محمود.
- عبير الكحلاني في دور نصرة أخت منصور.

وغيرهم.